# Legioni (Magic)
Legioni (Legions in inglese) è un'espansione del gioco di carte collezionabili Magic: l'Adunanza, edito da Wizards of the Coast. In vendita in tutto il mondo dal 3 febbraio 2003, è il secondo set di tre del blocco di Assalto, che comprende anche Assalto e Flagello.

## Ambientazione
Legioni prosegue la narrazione delle avventure dei personaggi presentati in Odissea e nei set successivi, sul continente di Otaria. Avviene infine lo scontro diretto tra l'angelo Akroma e Phage, che a causa di una potente magia si fondono in un unico essere, dando vita a Karona, una falsa divinità.

## Caratteristiche
Legioni è composta da 145 carte, stampate a bordo nero, così ripartite:
- per colore: 29 bianche, 29 blu, 29 nere, 29 rosse, 29 verdi.
- per rarità: 55 comuni, 45 non comuni e 45 rare.

Il simbolo dell'espansione è composto da due lance incrociate dietro uno scudo, e si presenta nei consueti tre colori a seconda della rarità: nero per le comuni, argento per le non comuni, e oro per le rare. Legioni è l'unica espansione di Magic formata interamente da creature, non ci sono altri tipi di carte, solo 145 creature monocolore.
Legioni è disponibile in bustine da 15 carte casuali e in 4 mazzi tematici precostituiti da 60 carte ciascuno:
- Metamorfosi Dirompente (bianco/blu)
- Tremiti da Tramutanti (verde/bianco/blu)
- Zombie in Libertà (nero)
- Furia Elfica (verde)

### Prerelease
Legioni fu presentata in tutto il mondo durante i tornei di prerelease il 25 gennaio 2003, in quell'occasione venne distribuita una speciale carta olografica promozionale: la Bestia Regredita.

### Ristampe
L'unica carta del set che è stata ristampata da espansioni precedenti è il classico Cavaliere Bianco, (presente in tutti i set base fino alla Quinta Edizione compresa).

## Novità
Legioni, oltre a sviluppare le meccaniche di gioco presentate nel set precedente, introduce delle abilità completamente nuove, e ripropone una meccanica non più utilizzata da molto tempo: i Tramutanti.

### Nuove abilità

#### Provocazione
Provocazione è un'abilità delle creature. Quando una creatura con Provocazione attacca, il suo controllore può scegliere una creatura del giocatore in difesa, STAPparla se è TAPpata, e decidere che questa blocchi la propria creatura se è in grado di farlo, (ad esempio una creatura con Volare non può farsi bloccare da una che non abbia Volare o Raggiungere).

#### Doppio Attacco
Altra abilità riservata alle creature. Una creatura con Doppio Attacco infligge i danni da combattimento prima delle altre creature, si viene a creare così una sottofase in più durante la fase del combattimento, in cui tutte le creature con Doppio Attacco e con Attacco Improvviso infliggono contemporaneamente i propri danni da combattimento ai giocatori, ai Planeswalker o alle altre creature. Successivamente le creature sopravvissute che non abbiano Attacco Improvviso, comprese quelle con Doppio Attacco, infliggono anche loro il proprio danno da combattimento. Quindi questa abilità fa in modo che una creatura infligga due volte il danno da combattimento: la prima volta come se avesse Attacco Improvviso, la seconda come una normale creatura. Questo doppio danno viene inflitto sia che la creatura venga bloccata sia che raggiunga l'avversario o uno dei suoi Planeswalker.

### Tramutanti
I tramutanti sono creature apparse per la prima volta nell'espansione Tempesta. Sono simili a insetti, possiedono un unico arto a forma di uncino e una coda biforcuta. Ogni tramutante ha una abilità unica, ma la particolarità che contraddistingue e rende tanto potenti queste creature è che ogni tramutante possiede anche tutte le abilità degli altri tramutanti in gioco, compresi quelli dell'avversario.